# Siphonochalina fortis
Siphonochalina fortis är en svampdjursart som beskrevs av Ridley 1881. Siphonochalina fortis ingår i släktet Siphonochalina och familjen Callyspongiidae. Inga underarter finns listade i Catalogue of Life.